# 富士ビルヂング
富士ビルヂング（ふじビルヂング）は東京都千代田区丸の内三丁目に所在していたオフィスビルである。建替えのため2015年に解体され、現存しない。

## 歴史
北に馬場先通り、東に丸の内仲通りと接する一角は、北に1911年竣工の三菱仲7号館、南に1912年竣工の三菱仲5号館が建っていた。仲5号館は1956年にテナントの日本石油が転出した後取り壊され、その跡に建てられた仮設建物で新大手町ビルヂング建設中にFNCB、その後東銀ビルヂング建設中に東京銀行丸の内支店が仮営業を行った。仲7号館は連合国軍最高司令官総司令部接収中にホテルとして使用された後外国商社専用の事務所として使われており、立退き交渉は容易であった。1960年夏ごろより仲7号館および仲5号館仮設建物が解体され、同年9月より大成建設の施工で鉄骨鉄筋コンクリート構造、地下4階・地上9階建の新ビルの建設が始まった。富士製鐵がテナントとして入居することが決定し、1961年1月にビル名称が「富士製鐵ビルヂング」に決定した。製鉄会社が入居するビルということで1962年2月にボイラーの火入れ式が行われ、同年3月15日に竣工した。ステンレス鋼を多用した外観は、陽の光により七色に変化すると話題になった。富士製鐵は1970年に八幡製鐵と合併し、新会社の新日本製鐵は大手町に新築された新日鐵ビル（のちのJXビル）に本社を置いたことから、本ビルの名称は「富士ビルヂング」に変更された。
西側に隣接する東京會舘は1922年竣工で老朽化が進み、1970年に借地契約期間が満了することから、三菱地所は東京會舘に対し賃貸している敷地のうち半分を譲渡、半分を返地としたうえで共同でビルを建設することを提案した。3階から8階（8階の一部を除く）を三菱地所の専有として富士ビルと連絡通路で結び、空調も富士ビル側で制御する。この部分は、実質上富士ビルの増築の意味を持つ。地下4階、地下1階～地上2階、8階の一部と9階～12階、屋上は東京會舘の専有として宴会場やレストランを設け、上層階へは専用エレベーターで1階から結ぶものである。地下鉄の駅に接続する地下2・3階は共有部とする。1969年10月、東京會舘の定時株主総会においてこの建設案を承認。1970年6月に着工、竹中工務店・大林組・大成建設の共同企業体により施工され、新たな東京會舘ビルが1971年12月に完成した

## 建替え
2012年11月、富士ビルと西隣りの東京會舘ビル、その北側の東京商工会議所ビルを一括して建て替える計画を発表した。新たなビルは地下4階・地上29階建で高さ約150m、延床面積は約172000㎡。7階までの低層部に東京會舘の宴会場や国際会議場、東京商工会議所が入り、8階以上の高層部は貸オフィスとなる。富士ビルは2014年に閉館となり、2015年1月には丸の内消防署や消防団、防災ボランティアらとともに大規模な防災訓練が行われた。その後の解体中の仮囲いには、Instagramに投稿された丸の内の街並みの写真を掲出する試みがなされた。